# Slag om Nijmegen
De Slag om Nijmegen of Bevrijding van Nijmegen vond plaats van 17 tot 20 september 1944, als onderdeel van Operatie Market Garden tijdens de Tweede Wereldoorlog. Het belangrijkste doel van de geallieerde strijdkrachten was om de Waalbrug en Spoorbrug intact te veroveren en een snelle verbinding te verzekeren naar Arnhem, waar om drie bruggen werd gevochten. De verovering van Nijmegen duurde langer dan verwacht, eiste honderden burgerslachtoffers en richtte grote schade aan. Met de Waaloversteek op 20 september werden ten slotte beide bruggen ingenomen, maar het was te laat om de Britse 1e Luchtlandingsdivisie in Arnhem nog te ontzetten. Mede door deze grote vertraging werd Operatie Market Garden, als geheel, een mislukking.

## Achtergrond

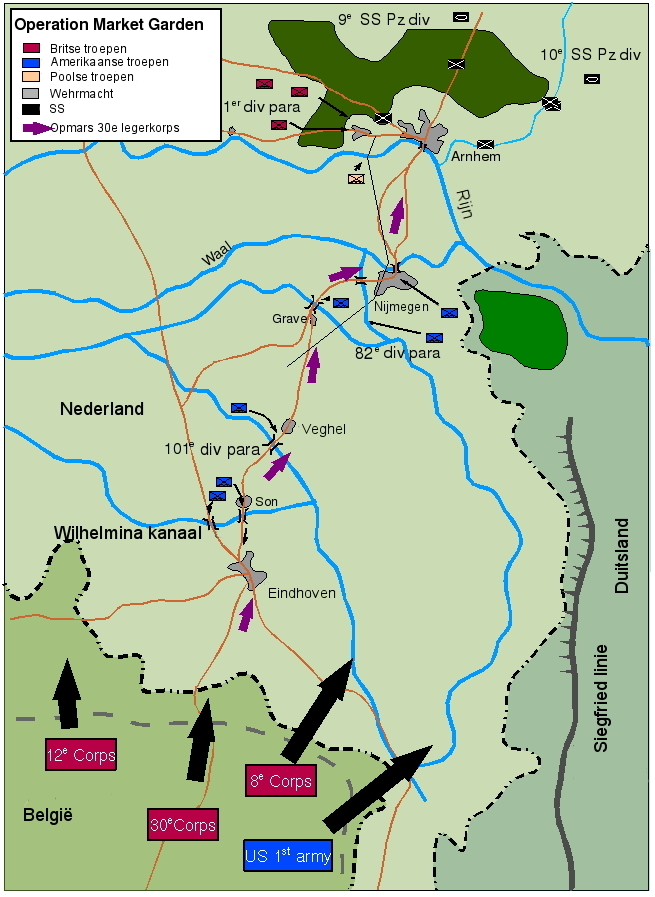
Het Market Garden-plan.

De Waal bij Nijmegen was een belangrijke natuurlijke barrière, die pas in 1879 met de Spoorbrug en in 1936 met de verkeersbrug, ook wel gewoon de Waalbrug genoemd, was overbrugd. Destijds was de Waalbrug een bijzonder staaltje techniek: het was de langste boogspanning van Europa. De verkeersbrug was tijdens Duitse aanval op Nederland op 10 mei 1940 al eens opgeblazen door de Nederlandse genie om een snelle opmars van het Duitse leger te voorkomen. Tijdens de Duitse bezetting werd de brug hersteld en in 1943 heropend.
Op 22 februari 1944 vond het geallieerde bombardement op Nijmegen plaats, met als beoogd doel het stationsgebied (de Duitsers gebruikten de trein namelijk voor wapentransport). Door de slordige uitvoering kwamen echter veruit de meeste bommen op de Bovenstad terecht, waarbij ongeveer 800 burgers omkwamen en veel gebouwen werden verwoest. De nazi's maakten naderhand veel propaganda om te proberen de sympathie van de bevolking tegen de geallieerden te winnen, maar dit is niet gelukt en mogelijk werkte het zelfs averechts. Aan de vooravond van Market Garden wachtten de meeste Nijmegenaren met smart op de geallieerde bevrijding, ondanks het gruwelijke bombardement.
Die bevrijding leek spoedig te gaan komen nadat eind augustus Heeresgruppe B in Normandië ineenstortte, in chaotische toestand terug naar Duitsland vluchtte en de geallieerden in slechts enkele dagen Noord-Frankrijk en België konden innemen. Berichten dat de Britten Brussel en Antwerpen hadden veroverd op 3 en 4 september, verspreidden zich, en naar verluidt – maar onjuist – ook Breda. Hierdoor ontstond in Nederland de volgende dag, later bekend als Dolle Dinsdag, een euforische stemming doordat het ene na het andere overdreven gerucht de valse hoop voedde dat de bevrijding nu nog slechts een kwestie van uren was. Maar de Duitse troepen herpakten zich en zouden zich niet zonder slag of stoot uit Nederland laten verdrijven. De Britse generaal Montgomery bedacht daarop het ambitieuze plan Market Garden, om de resterende bezetters te verrassen met de inzet van paratroepen. Deze zouden snel enkele cruciale bruggen innemen (Market), waarna de zware pantservoertuigen snel konden oprukken en dwars door Nederland via Eindhoven, Nijmegen en Arnhem naar het voor de Duitse oorlogsindustrie vitale Ruhrgebied zouden doorstoten (Garden). Daarmee zou de oorlog nog voor het einde van 1944 kunnen worden beëindigd.

## Voorbereiding

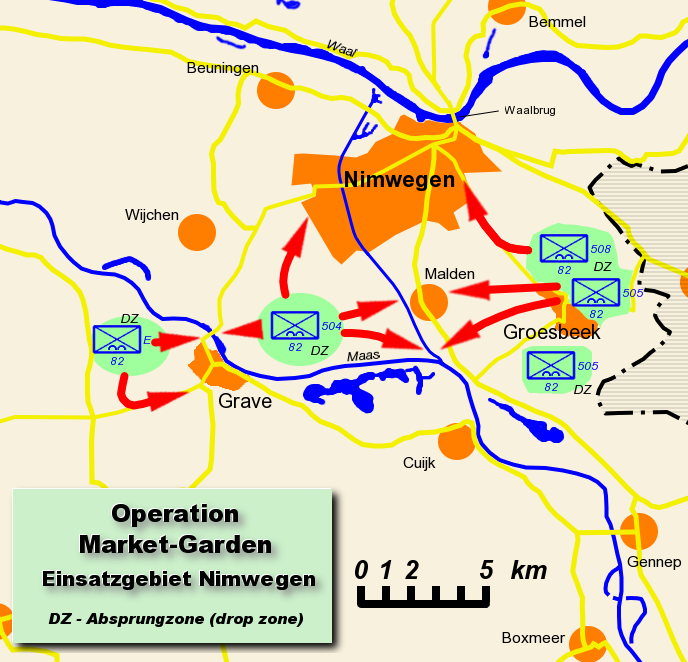
Luchtlandingen bij Nijmegen.

Het welslagen van Market Garden hing af van het tijdig en intact veroveren van een aantal bruggen in Zuid- en Oost-Nederland door Amerikaanse, Britse, Poolse en Canadese luchtlandingstroepen. Dit was nodig voor de doorgang van het zwaarbewapende Britse 30e Legerkorps, onder meer bestaande uit tientallen Sherman-tanks, vanuit België. Als deze vuurkracht op tijd over alle grote rivieren kon worden bewogen, zou Duitsland nog voor het invallen van de winter kunnen worden binnengevallen, wellicht verslagen en daarmee de oorlog worden beëindigd.
De 82e Luchtlandingsdivisie en het 504e, 505e en 508e Infanterieregiment (voor de operatie bij de 82e Divisie gevoegd) onder leiding van brigadegeneraal James Gavin kreeg de taak om alle bruggen tussen Grave en Arnhem te veroveren. Het ging daarbij om de Graafse Brug, vier bruggen over het Maas-Waalkanaal, de Spoorbrug en vooral de Waalbrug bij Nijmegen. De hoofdmacht van de 82e Divisie en het 504e zouden landen ten noorden en zuiden van Grave om de 5 eerste bruggen te veroveren, terwijl het 505e en 508e Infanterieregiment bij Groesbeek zouden springen om daar de cruciale hoogvlakte van het Groesbeekse Bos in te nemen (dit om Duitse tegenaanvallen vanuit bijvoorbeeld het Reichswald te blokkeren), op te rukken naar Nijmegen en uiteindelijk de Waalbrug bezetten.

## Verloop

### De Graafse en Kanaalbruggen

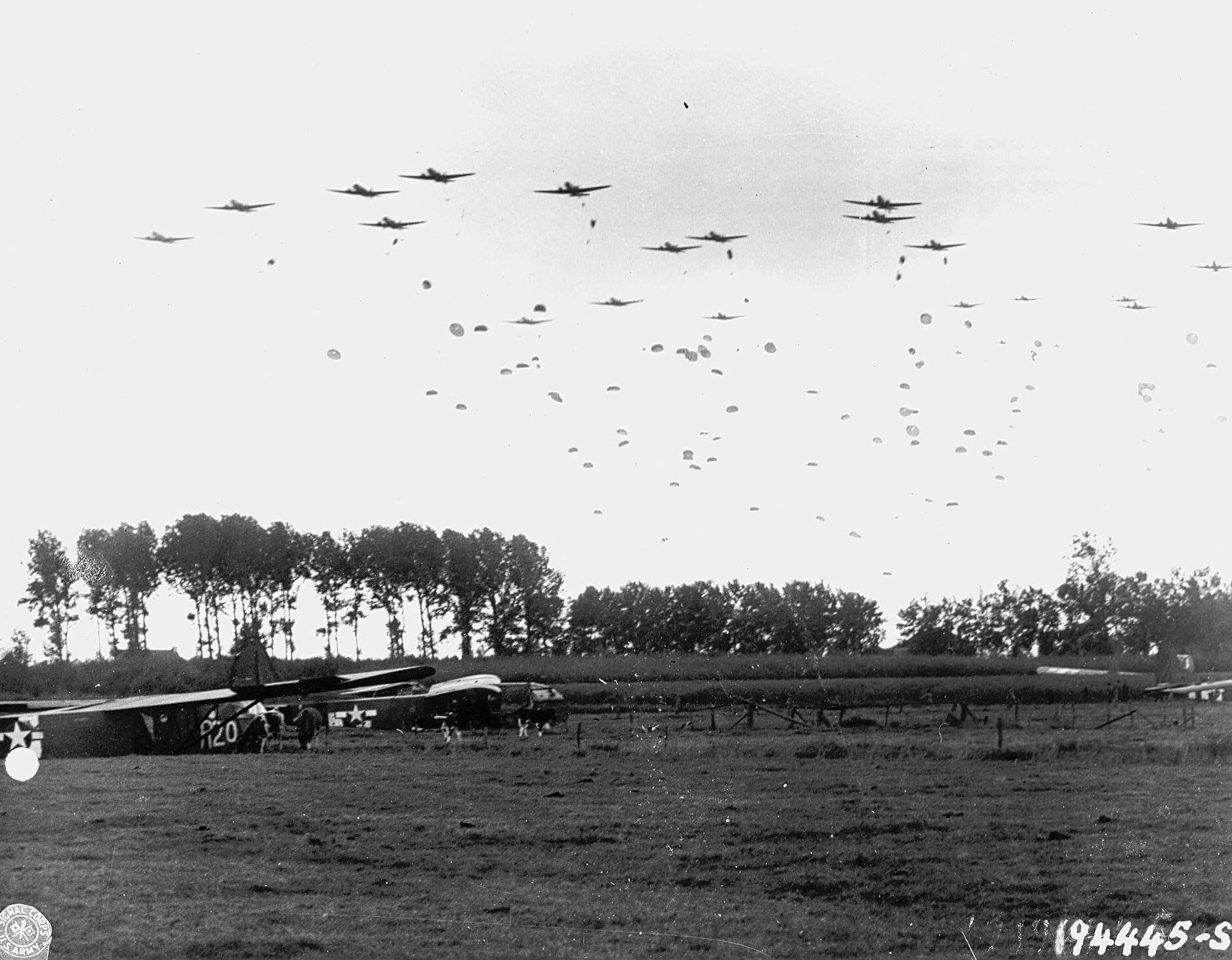
Dropping 82e Divisie bij Grave.

De compagnieën D, E en F van het 504e Infanterieregiment (voor de operatie bij de 82 Divisie gevoegd) werden rond 12:30 gedropt bij de Graafse Brug, die na twee tot drie uur vechten succesvol werd veroverd en verdedigd tegen Duitse tegenaanvallen. Het 1e Bataljon van het 504e moest onder leiding van majoor Harrison de vier kanaalbruggen 7, 8, 9 en 10 innemen. Brug 8 werd om 16:15 door de Duitsers verwoest, brug 9 bij Hatert was om 20:15 ook opgeblazen, maar om 19:00 werd brug 7 bij Heumen door de Amerikanen ingenomen. 's Nachts om 2:30 op 18 september bezetten de compagnieën F, D en HQ Grave zonder tegenstand en wachtten daar op de opmars van het Britse 30e Legerkorps, dat om 8:30 naderde.
Ondertussen groeven de drie regimenten parachutisten zich in in het Groesbeekse Bos. Er lijkt miscommunicatie te zijn geweest tussen generaal Gavin (die zeker wilde zijn dat de hoogvlakte goed verdedigd was) en kolonel Roy E. Lindquist, aanvoerder van het 508e regiment. Op 17 september rond 18:00 verliet 1/508 PIR haar half voltooide loopgraven en rukte op naar Nijmegen om de verkeersbrug in te nemen.

### Opmars naar Nijmegen

#### 17 september: slag om Keizer Karelplein
Rond 22:00 gingen de compagnieën A en B van 1/508 PIR voorwaarts, terwijl C afwachtte. Compagnie A werd ongeveer 8 km lang geleid door een lid van het Nederlands verzet tot een kruispunt aan de zuidkant van Nijmegen, waar hij plots verdween en niet meer terugkeerde. Na lang wachten besloten de Amerikaanse soldaten verder te marcheren. Enkele blokken voor het Keizer Karelplein kwam een peloton onder vuur van een Duits machinegeweer, dat echter snel kon worden uitgeschakeld. Op het Plein ontstond een groot vuurgevecht: Duitse soldaten schoten vanuit het midden van het plein en de huizen eromheen op de paratroopers.
Zowel de Duitsers als Amerikanen (eerst Compagnie B 1/508, later andere compagnieën) kregen versterkingen. Toen de Duitse 406e Divisie echter op 18 september 's ochtends de landingszones bij Groesbeek aanviel, trok bijna geheel regiment 1/508 terug. Alleen Compagnie G 3/508 bleef in de stad in een poging om de verkeersbrug alsnog in te nemen. Ze gaven het Keizer Karelplein op en probeerden een oostelijker route, waarbij ze onderweg systematisch elke Duitse wachtpost wisten uit te schakelen en bijna de brug bereikten.

#### Waalbrug niet opgeblazen

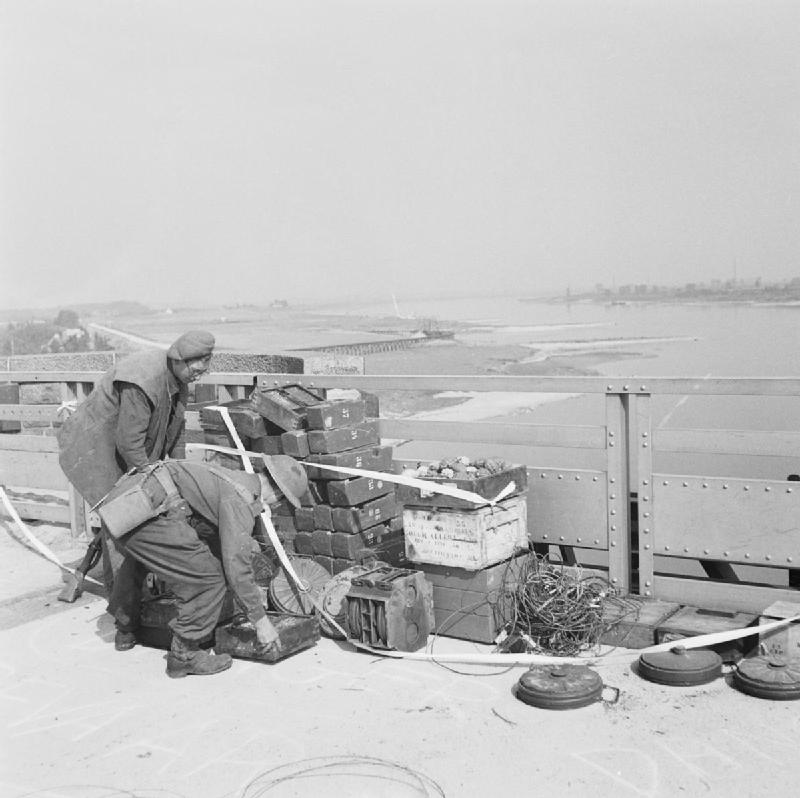
Britse soldaten ontmantelen Duitse explosieven op de Waalbrug.

De grootste angst voor de geallieerden was dat de Duitsers de Nijmeegse verkeersbrug zouden opblazen en het succes van Market Garden daarmee (letterlijk) in het water zou vallen. Zij hadden ook al explosieven aangebracht om deze tot ontploffing te brengen wanneer dat nodig zou blijken, maar dit is nooit gebeurd gedurende de hele slag. Generalfeldmarschall Walter Model, commandant van de Duitse strijdkrachten in Nederland, rekende erop dat de geallieerden bij Arnhem verslagen zouden worden. De brug zou daarom nog nuttig zijn voor een grootschalig tegenoffensief en werd daarom op 17 september niet opgeblazen. Op 18 september zou verzetsstrijder Jan van Hoof de explosieven hebben gesaboteerd, maar dat is niet zeker. Toch werd hij al vrij snel opgehemeld als verzetsheld en "Redder der Waalbrug" toen hij de dag erna door de Duitsers werd opgepakt en geëxecuteerd. Een officieel onderzoek wees later uit dat de Duitsers in ieder geval genoeg tijd zouden hebben gehad om nieuwe explosieven aan te brengen en de brug alsnog op te blazen, maar dit uit strategische overweging opnieuw niet hebben gedaan. Volgens een andere hypothese zouden de Duitsers op 20 september tevergeefs hebben geprobeerd de brug op te blazen, omdat het ontstekingsmechanisme zou hebben geweigerd.

#### 18 september: Duitse versterkingen
Op 18 september stuurde Model vanuit Arnhem versterkingen om de Waalbrug uit handen van de Amerikaanse paratroopers te houden. De 1. Kompagnie SS-Panzer-Pionier-Abteilung aangevoerd door SS-Untersturmführer Werner Baumgärtel en het 2. Bataillon SS-Panzergrenadier-Regiment 19 onder bevel van SS-Hauptsturmführer Karl-Heinz Euling staken als de 500 man sterke 'Kampfgruppe Euling' de Rijn over bij Pannerden (de brug bij Arnhem was op dat moment namelijk nog in handen van Britse paratroepen), over de nog intacte Waalbrug en groeven zich in het Hunnerpark in. Deze versterkingen stelden de SS'ers in staat zich te hergroeperen onder leiding van Sturmbannführer Reinhold, die zijn hoofdkwartier opzette aan de noordoever van de Waal. Fallschirmjäger-oberst Henke bereidde de verdediging van de Spoorbrug voor. De twee verkeerspleinen en de singels werden in de 48 uur daarna versterkt. De Amerikaanse paratroepen zouden moeten wachten op de hulp van het 30e Legerkorps om de brug in te nemen, die echter volgens de planning bij aankomst van de Britten al veroverd had moeten zijn.

#### 19 september: slag om Keizer Lodewijkplein

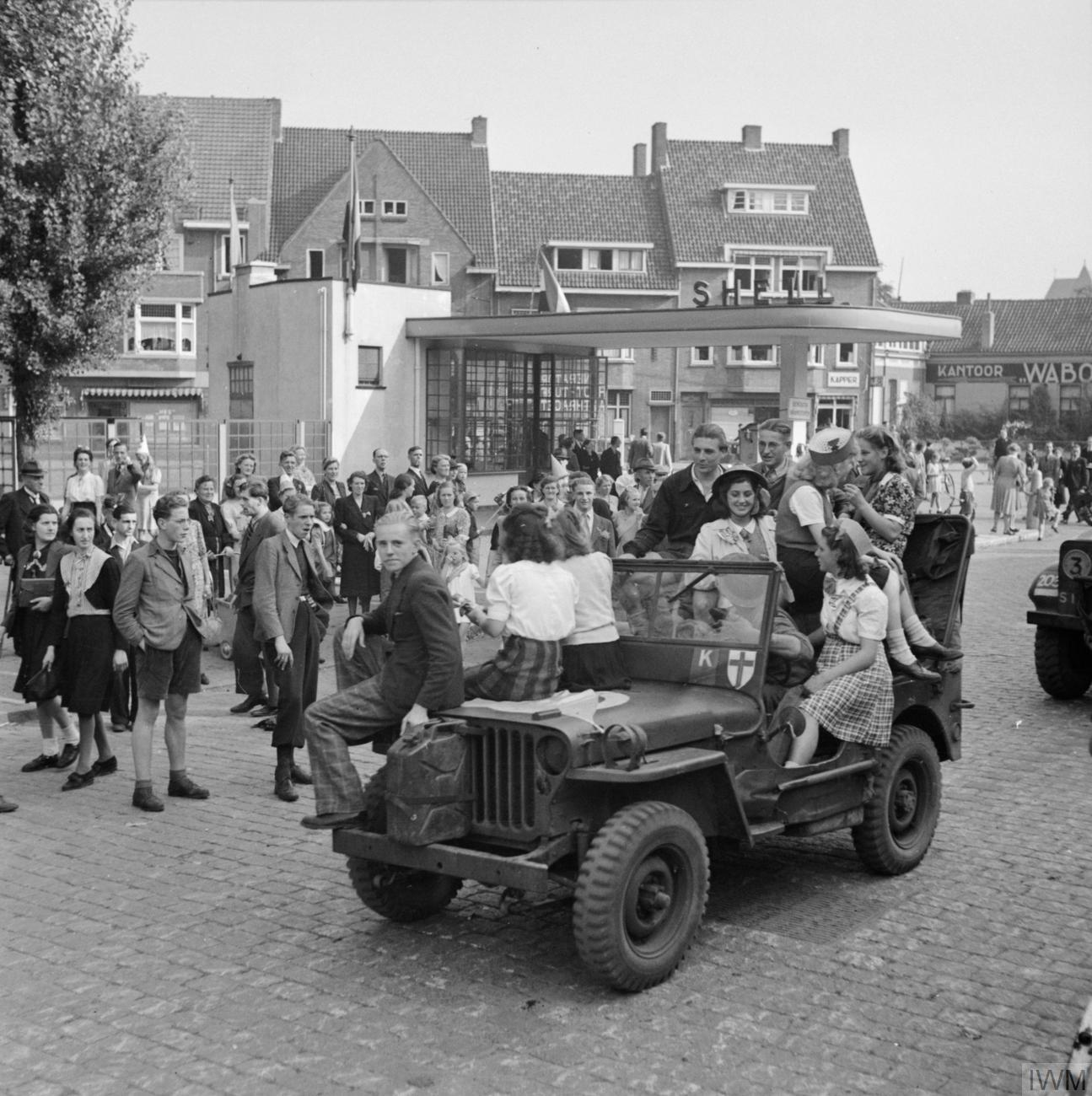
Burgers rijden even mee op een jeep op de weg naar Nijmegen. Hier in Eindhoven, hoek Stratumsedijk-Hertogstraat 19 sept 1944, vóór het bombardement op Eindhoven van diezelfde dag.

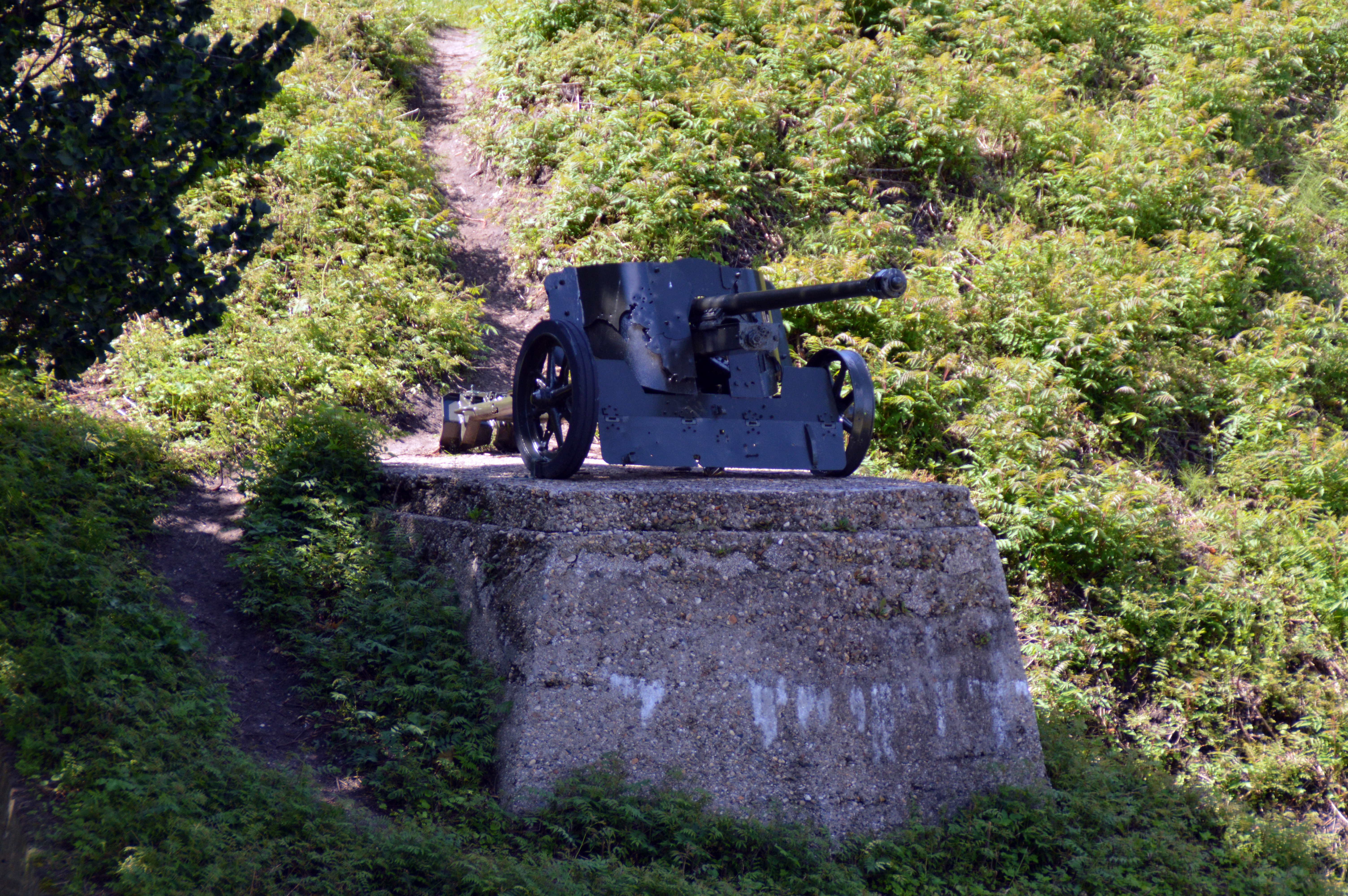
Dit Duitse anti-tankkanon werd gebruikt in de slag om het Hunnerpark.

De Britse en Amerikaanse legerleiders Browning (Britse 1e Luchtlandingsdivisie), Gavin (Amerikaanse 82e Luchtlandingsdivisie), Horrocks en Adair (allebei van het Britse 30e Legerkorps) ontmoetten elkaar vroeg op 19 september in Molenhoek om de strategie verder te bepalen. De troepenmacht werd in twee groepen gesplitst, waarbij de westelijke groep de spoorbrug zou innemen en de oostelijke groep de verkeersbrug. Gavin voelde zich met de komst van de Britten sterk genoeg om enkele van zijn troepen uit het Groesbeekse Bos mee te sturen.
Om 16:00 rukten de Brits-Amerikaanse strijdgroepen de stad in, waarbij een hevig vuurgevecht ontstond op het Keizer Lodewijkplein (nu Keizer Traianusplein). De Britse tanks en pantservoertuigen wisselden vuur met de in het Valkhoffort ingegraven Duitse anti-tankkanonnen en infanterie, terwijl de Amerikaanse paratroopers zich verschansten in de er tegenover staande woonhuizen. Ondertussen schoot zware Duitse artillerie vanaf Lent over de Waal op de geallieerde aanvallers.
Al snel werd duidelijk dat louter een frontale aanval op de Duitse stellingen nog dagen kon duren; zoveel tijd had men echter niet om de Britse troepen in Arnhem te ontzetten. Het bleek nodig om de noordzijde van de beide bruggen in te nemen om de Duitse troepen op de zuidoever te isoleren. Hiervoor zou infanterie per boot de rivier over moeten steken terwijl er op hen geschoten zou worden. Het Amerikaanse 3e Bataljon van het 504e Infanterieregiment stak in de avond van 19 september de brug bij Heumen over en sloeg om 21:15 het kamp op in het Jonkerbos. Generaal Gavin gaf kapitein Julian Aaron Cook de opdracht om boten te zoeken om de Waal over te steken; Cook had aanvankelijk geen idee waar hij die moest krijgen. Uiteindelijk moesten er helemaal uit België boten worden ingevoerd en werd de Waaloversteek met een dag vertraagd. Aanvankelijk zouden dit 32 boten zijn, maar onderweg werd een vrachtwagen met 6 boten verwoest en zo kwamen er slechts 26 aan op de bestemming.

#### 20 september: slag om Nijmeegse binnenstad
Om de rivieroversteek tot een succes te maken, was ook een hernieuwde aanval op de zuidkant van de bruggen nodig. Hiervoor diende eerst het centrum van Nijmegen systematisch te worden uitgekamd, blok voor blok. Deze operatie begon op 20 september 's ochtends om 8:30 en vorderde onverwacht snel. De bezetters lieten zich makkelijk terugdringen, zo lang ze de geallieerden maar konden vertragen. Veel van de gevechten werden op de daken gevoerd, waarbij de paratroopers snel van het ene op het andere dak sprongen. Alleen in het Kronenburgerpark, waar de elite SS-troepen van Kampfgruppe Henke vrij schot hadden, ging de opmars traag. Ondertussen viel het 2e Parachutistenkorps van generaal Eugen Meindl de Amerikaanse posities in Groesbeek en Mook aan, maar slaagde er niet in deze te doorbreken.

### 20 september 15:00: Waaloversteek

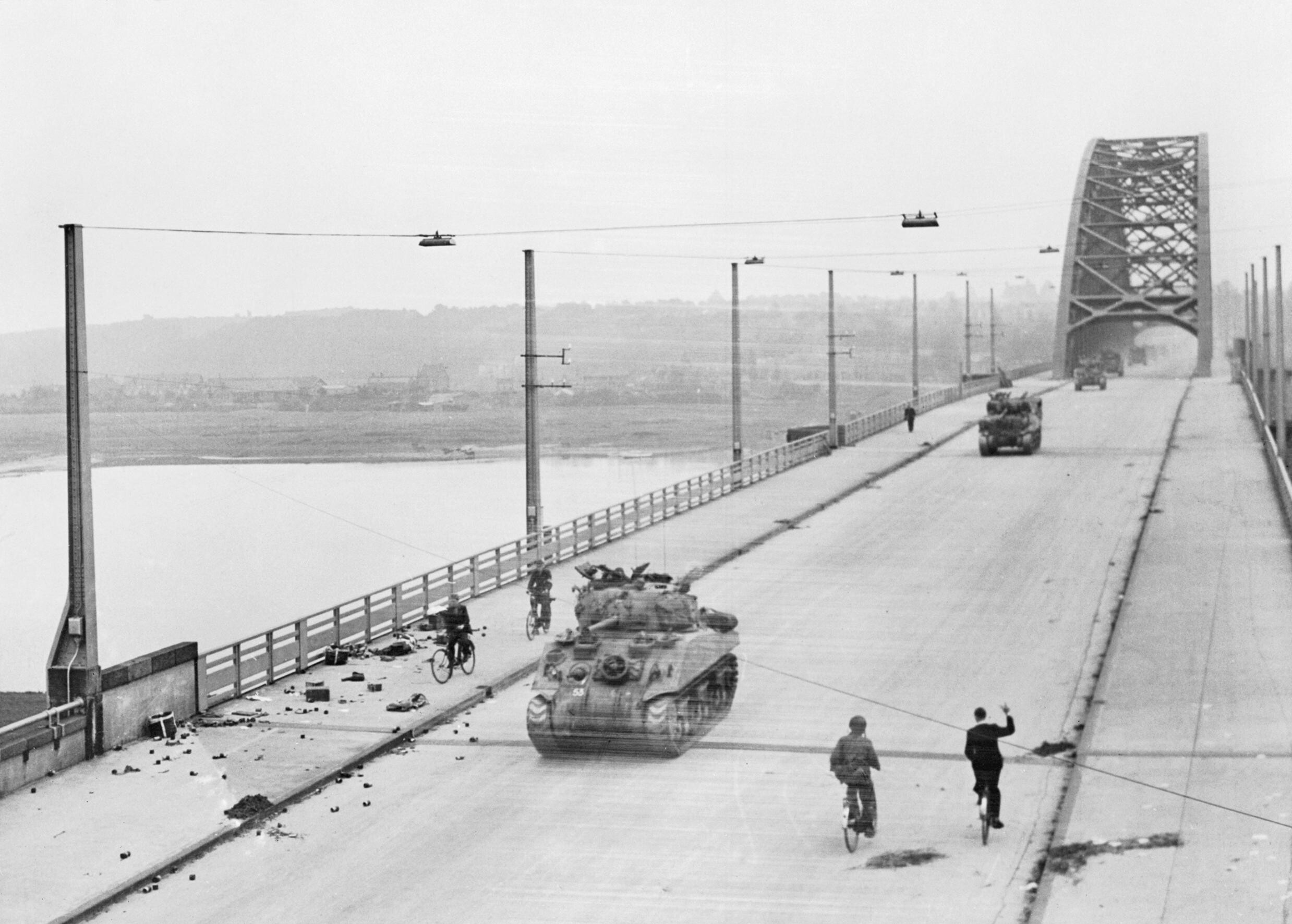
Het Britse 30e Legerkorps kon uiteindelijk te laat de Waalbrug oversteken om Arnhem te ontzetten.

De geplande oversteek van 8:00 moest steeds worden uitgesteld door logistieke problemen: de toevoer van de canvasboten ging moeizaam omdat de weg van de vrachtwagens smal was en steeds werd geblokkeerd door uitgebrande voertuigen. Uiteindelijk vond de oversteek plaats om 15:00, ongeveer 2 kilometer stroomafwaarts vanaf de Waalbrug, vlak bij de Elektriciteitscentrale Gelderland. Twee Britse Spitfires moesten de roeiers dekking geven, maar FLAKs haalden er een neer, waarna de andere terugkeerde naar Engeland. De Amerikaanse soldaten van het 3e Bataljon werden door Duitse tanks, artillerie en geweren beschoten en leden gevoelige verliezen (48 militairen sneuvelden en nog eens tientallen raakten gewond); enkele boten sloegen om of zonken tijdens de oversteek. Er werd een telefoonlijn over de rivierbodem gelegd voor communicatie tussen de twee oevers. Met 16 boten slaagde het 3e Bataljon erin om in enkele keren varen de meeste troepen aan de overkant te zetten. In de late namiddag hadden ze de noordzijde van de Spoorbrug veroverd en bereidden zich voor op een Duitse tegenaanval. Bij de schemering kwamen 200 tot 300 Duitse soldaten naar hen toe om zich over te geven. Rond dezelfde tijd werd de noordkant van de Waalbrug veroverd door een andere groep na een zeer bloedig gevecht. Het 1e Bataljon loste daarna het 3e Bataljon af om de Spoorbrug te bewaken.
Aan de zuidoever begon de tijd te dringen, aangezien de munitie van de tanks en artillerie begon op te raken, terwijl men nog meer nodig had voor de rest van Operatie Market Garden en de bevoorrading ernstig schortte.
Bij het gevecht om de Waalbrug in het Hunnerpark en op het Keizer Lodewijkplein sneuvelden ruim 300 van de 500 Duitse soldaten van Kampfgruppe Euling, werden er 60 gevangen genomen en kon de rest vluchten.

## Gevolgen

### Opmars gestuit

Britse Sherman-tank rijdt een uitgeschakelde Duitse PzKpfw III voorbij in Oosterhout (27 sept).

Rond dezelfde tijd dat de Nijmeegse bruggen werden veroverd, moesten de Britse paratroepen onder John Frost de Rijnbrug in Arnhem overgeven aan de Duitsers. Een snelle opmars van Nijmegen naar Arnhem om de brug te heroveren werd geblokkeerd door een combinatie van factoren, waaronder de invallende duisternis, onbekendheid met het terrein (de Betuwe), Duitse versterkingen bij Ressen vanuit Arnhem (3 Tigertanks en 2 infanteriecompagnieën), resterende gevechten en chaos in Nijmegen en blijvende logistieke problemen op "Hell's Highway", onder meer door Duitse tegenaanvallen bij Veghel. De opmars van het 30e Legerkorps werd na de verovering van de Waalbrug eerst nog 18 uur vertraagd, maar uiteindelijk was het na 5 dagen vechten zo moe dat het offensief niet meer kon worden voortgezet. Op 21 september belemmerde een gevecht bij Elst verdere voortgang van het 30e Legerkorps en de Guards Pantserdivisie op de weg naar Arnhem. De 43e (Wessex) Infanteriedivisie speelde op 22 september nog een belangrijke rol in het creëren van een zijcorridor naar Oosterbeek (waar de Britse parachutisten onder Roy Urquhart zich hadden verschanst tegen een Duitse overmacht) via Driel (net bevrijd door de Poolse 1e Onafhankelijke Parachutistenbrigade onder Stanisław Sosabowski). Pogingen om de Slag om Arnhem nog tot een geallieerd succes te maken nu de strijdkrachten verbonden waren, strandden op 23 september. Op 24 september besloten de generaals van het 30e Legerkorps op de Conferentie van Valburg om Market Garden op te geven, de troepen uit Arnhem terug te trekken en de frontlijn terug naar Nijmegen te laten zakken. Overgebleven Britse troepen trachtten naar het zuiden te ontsnappen of zich te verschuilen in bezet gebied. Bij operatie Berlin (25–26 september) konden er meer dan 2400 met Amerikaanse hulp worden gered, bij operatie Pegasus (22–23 oktober) nog eens 100.

### Nijmegen frontstad

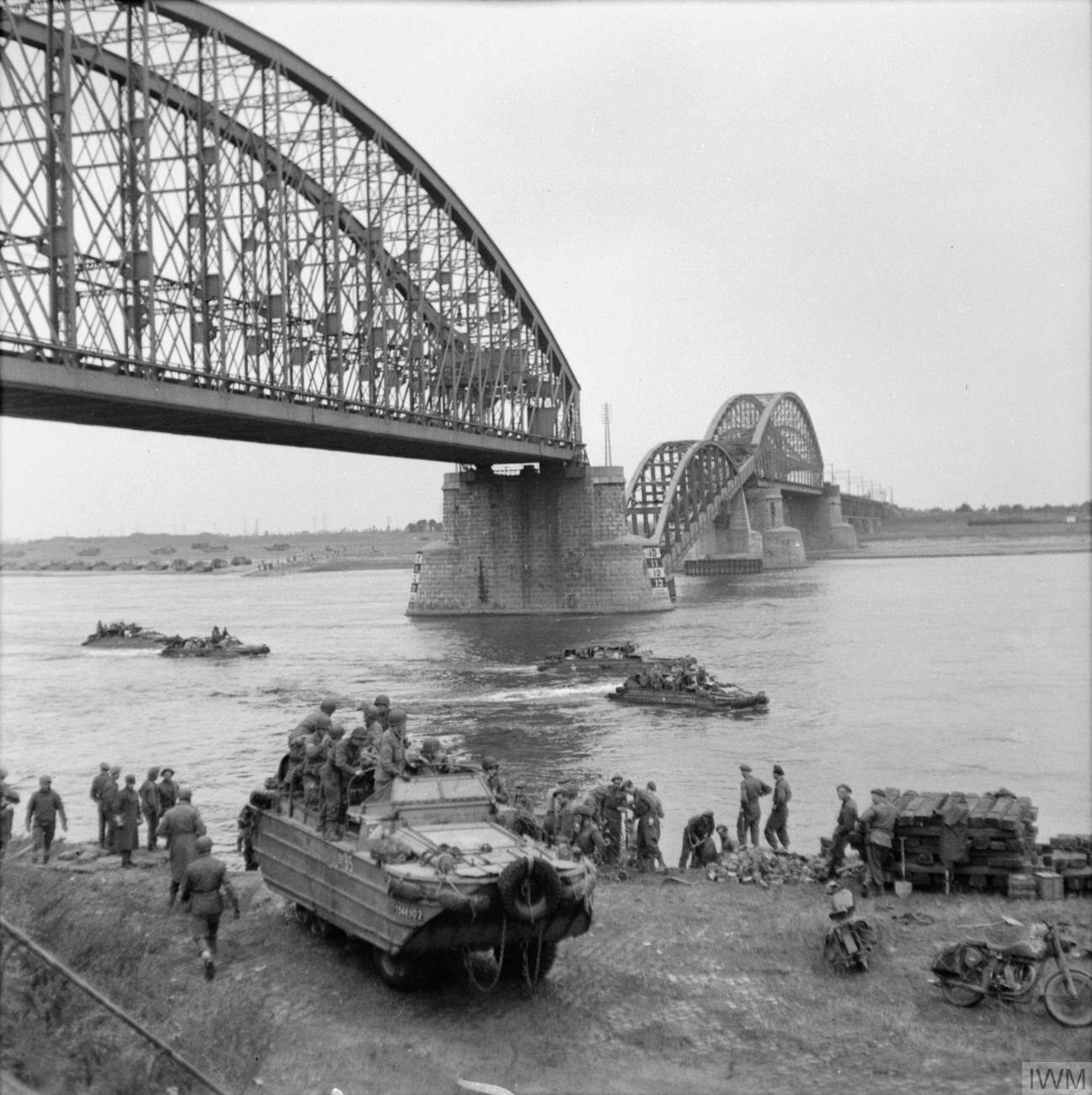
De door Kampfschwimmer gesaboteerde Spoorbrug (30 sept.).

Na de geallieerde aftocht bij Arnhem en uit de Betuwe, kwam de frontlinie bij Nijmegen te liggen, dat daardoor vijf maanden lang werd bestookt. Hierbij dringt de vraag op waarom Nijmegen niet, net als Arnhem, is geëvacueerd in de nasleep van de bevrijding, wat honderden extra burgerslachtoffers had kunnen schelen. De Duitse troepen hebben vooral nog op allerlei manieren geprobeerd de Waalbrug te verwoesten, maar dit is steeds mislukt. De beste poging was op 29 september, kort voor 17:30. Toen slaagde een Duitse groep Kampfschwimmer (vechtzwemmers) erin om mijnen te plaatsen op beide bruggen, waarbij het middenstuk van de spoorbrug succesvol werd vernietigd en een gat geslagen in het wegdek van de verkeersbrug. De laatste was echter te redden met een Britse baileybrug.

### Politieke omwenteling
Op 17 september werden NSB-burgemeester Marius van Lokhorst en de meer gematigde NSB-locoburgemeester Harmanus Hondius uit hun ambt ontslagen door de geallieerden; Hondius vluchtte naar Arnhem, terwijl Van Lokhorst al rond Dolle Dinsdag (5 september) naar Groningen was gevlucht. Petrus van der Velden werd op 19 september als nieuwe burgemeester aangesteld. Hierop kwam veel kritiek vanuit de Nijmeegse bevolking, omdat hij in zijn eerste periode als burgemeester (1 mei 1942 – 24 februari 1943) veel meer meegaand was geweest met het uitvoeren van verordeningen van de Duitse bezetter dan zijn voorganger. Op 16 oktober 1944 werd hij opgevolgd door Charles Hustinx, die nog tot 1 januari 1968 burgemeester van Nijmegen zou blijven.
De Hoge Raad der Nederlanden, die in 1943 door de Duitse bezetter tijdelijk was verplaatst van Den Haag naar Nijmegen, werd kort na de bevrijding deels gezuiverd. Minister van Justitie Gerrit Jan van Heuven Goedhart, die nog in Londen verbleef, beval het ontslag van alle pro-nazi rechters die aangesteld waren door de Duitsers, maar ook dat alle andere rechters van de Hoge Raad, inclusief zij die al voor de oorlog waren aangesteld, tijdelijk werden geschorst, wat ongrondwettig was. Bovendien lag Nijmegen weliswaar in bevrijd gebied, maar de meeste rechters die door het Zuivering-Decreet werden ontslagen, bevonden zich nog in bezet gebied, wat tot een ingewikkelde juridische situatie leidde.

### Geschiedschrijving en herinnering
Ten tijde van de slag om Nijmegen waren er slechts twee reporters mee met de 82e Luchtlandingsdivisie om vanuit hotel Sionshof verslag te doen en zij hielden zich allebei bezig met de acties in het Groesbeekse Bos. Er was daardoor in de contemporaine Britse en Amerikaanse pers weinig aandacht voor wat zich in het Nijmeegse afspeelde, hetgeen vooral later uit andere bronnen moest worden ge(re)construeerd.
Historicus Joost Rosendaal constateerde dat het bombardement van 22 februari 1944 veel sterker in het collectieve geheugen van de Nijmegenaren gegrift staat dan de bevrijding en de vijf maanden frontstad, terwijl er toen ongeveer evenveel doden zijn gevallen. De stad heeft 7% (ruim tweeduizend) van alle oorlogsdoden in Nederland geleden, hetgeen onevenredig veel is. Bovendien zijn deze gevallenen jarenlang nooit officieel herdacht, omdat het ’zinloze’ burgerslachtoffers waren; de nationalistische herdenkingen besteedden liever aandacht aan 'heldhaftig' gesneuvelden zoals soldaten en verzetsmensen die 'vielen voor het vaderland'.
10.000 Nijmegenaren raakten tijdens de oorlog gewond, waarvan 5500 blijvend gehandicapt. 5000 huizen (bijna een kwart) waren verwoest en nog eens 13.000 woningen waren min of meer ernstig beschadigd. Met 12.000 daklozen en nog 3000 evacués uit de omgeving was de naoorlogse woningnood hoog.
Op 18 september 1994 onthulde Lord Carrington bij de Waalbrug een gedenkplaat ter gelegenheid van de 50ste verjaardag van de Slag om Nijmegen en kreeg het zuidelijke viaduct de naam Grenadier Guardsviaduct. Het noordelijk viaduct heet sinds 2005 Sergeant Robinsonviaduct. Sergeant Peter Robinson van de Grenadier Guards stak op 20 september 1944 als eerste met zijn Sherman-tank de Waalbrug over.

### Onderscheidingen
Voor hun aandeel in de slag om Nijmegen en de Waaloversteek in september 1944 werden de 1st and 2nd Battalions Grenadier Guards onderscheiden met een Honorary Distinction. Dit is een van 74 Battle Honours die het regiment sinds 1656 heeft ontvangen. Nijmegen is een van de 45 namen die op het vaandel van de Grenadier Guards staan vermeld. In 1994 kreeg de opvolger van het 2nd Battalion de naam Nijmegen Company. Deze treedt aan bij talloze ceremoniële plechtigheden.